# Kirkwhelpington
Kirkwhelpington – wieś w Anglii, w hrabstwie Northumberland. Leży 33 km na północny zachód od miasta Newcastle upon Tyne i 424 km na północ od Londynu.